# Regla del décimo hombre
Regla del décimo hombre es una táctica del sentido común que indica que siempre que nueve personas estén de acuerdo en que algo es cierto, una décima persona debe defender la tesis contraria (incluso si no está de acuerdo con ella) para estar preparados ante una eventualidad o tesis improbable.

## Detalles
De origen incierto, fue popularizada en la película Guerra mundial Z (2013), basada en la novela homónima de Max Brooks. En la película se afirma que es una práctica usada por el gobierno de Israel. Aunque explícitamente no existe la regla del décimo hombre en el gobierno de Israel, sí tienen implementada una cultura de análisis de tesis improbables, llegando a tener incluso una oficina llamada la oficina del «abogado del diablo» (Devil's Advocate office) donde se analizan las tesis opuestas a las aceptadas.
Puede ser una táctica del sentido común factible de implementar, para evitar los problemas del pensamiento de grupo, el sesgo argumentativo y otros errores del pensamiento. La regla ayuda a una mejor toma de decisiones, la prevención de accidentes y la búsqueda permanente del conocimiento verdadero al cuestionarlo y contrastarlo contra argumentos opuestos. Aunque la regla específica es que después de 9 personas una décima debe defender la tesis contraria, no son necesarias las 10 personas, sino que de antemano en un grupo de 3 o 4 una de ellas debe tomar la opinión disidente, y por extensión uno debe de cuestionar los conocimientos que se tienen como verdaderos de vez en cuando.